# NGC 4477
NGC 4477 este o galaxie lenticulară situată în constelația Părul Berenicei. A fost descoperită în 8 aprilie 1784 de către William Herschel. Se află la o distanță de 19,77 megaparseci de Pământ.